# Québec
Québec (phiên âm: Kê-béc) là tỉnh bang lớn nhất của Canada tính theo diện tích. Québec có tư cách là một quốc gia trực thuộc Canada, với ngôn ngữ, văn hoá và thể chế chính trị riêng.
Về phía tây của Québec là tỉnh bang Ontario và vịnh Hudson (Hắt-xơn), về phía đông là tỉnh bang New Brunswick và vùng Labrador (phần đất nội địa của tỉnh bang Newfoundland và Labrador), về phía nam là các tiểu bang Maine, New Hampshire, Vermont và New York của Hoa Kỳ. Hơn 90% diện tích của Québec nằm trên một nền đá lớn gọi là Canadian Shield.
Chữ québec có nguồn gốc từ chữ gepèèg của người thổ dân Mi'kmaq. Gepèèg có nghĩa là "eo biển", dùng để ám chỉ chỗ thắt nhỏ lại của sông Saint-Laurent gần Thành phố Québec (tiếng Pháp: Ville de Québec, tiếng Anh: Quebec City).
Vào năm 2004, hơn 7,5 triệu người đang sinh sống tại Québec (tỉnh bang đứng thứ nhì Canada về dân số, chỉ sau Ontario), trong đó 80% tập trung ở các trung tâm đô thị nằm dọc theo sông Saint-Laurent (tiếng Anh: Saint Lawrence). Thành phố Montréal (tiếng Anh: Montreal), với dân số khoảng 3 triệu người, là một hòn đảo khá lớn nằm giữa sông Saint-Laurent và rất nổi tiếng về lịch sử, kiến trúc và các hoạt động văn hoá. Cho đến đầu thập niên 1980, Montréal vẫn còn là thành phố nổi tiếng nhất và đông dân nhất của Canada. Nằm ngay phía bắc của Montréal là thành phố đông dân thứ hai của Québec: Laval. Thành phố Québec, nằm cách 300 km về phía đông bắc của Montréal là thủ phủ của tỉnh bang và là thành phố lớn thứ ba.

## Lịch sử
Người Âu Châu đầu tiên đến Québec là nhà thám hiểm người Pháp Jacques Cartier, khi ông đi thuyền ngược trên sông Saint-Laurent đến một ngôi làng nhỏ có tên là Stadacona (một địa điểm trong Thành phố Québec hiện nay) của thổ dân Iroquois vào khoảng năm 1535. Tiếp sau đó là nhà thám hiểm Samuel de Champlain đến khoảng năm 1608. Từ đó, Québec thành thuộc địa của Đế quốc Pháp, dưới thời vua Louis XII, và được đặt tên là Nouvelle-France (tiếng Pháp:"Tân Pháp"; sang đến 1663 thì vua Louis XIV sắc phong Nouveau France thành một tỉnh (province) của Pháp.
Năm 1763, Pháp thua Anh và vua Louis XV phải nhượng xứ Québec cho Đế quốc Anh. Phần đất từ đó chính thức mang tên Quebec. Người Anh cai trị Québec nhưng vẫn cho phép dân chúng giữ các phong tục và luật lệ của người Pháp kể cả việc cho họ đạo Giáo hội Công giáo Rôma hoạt động mà không bắt dân đổi sang Anh giáo. Khi 13 thuộc địa tại châu Mỹ nổi lên chống Đế quốc Anh để giành độc lập từ thập niên 1770 cho đến thập niên 1780, một số người trung thành với Đế quốc Anh bỏ Mỹ chạy sang Québec. Để giúp đỡ nhóm Trung Dân này định cư dễ dàng, Đế quốc Anh ra một đạo luật vào năm 1791 chia Québec làm hai phần: Upper Canada ở phía tây theo luật lệ của Anh (Common Law) và Lower Canada ở phía đông theo luật lệ của Pháp (la Codes civiles).
Đến năm 1837, một số người Pháp tại Lower Canada nổi lên chống lại Đế quốc Anh. Sau khi Anh dẹp tan cuộc nổi loạn này, người Anh lại sáp nhập Upper Canada và Lower Canada trở lại thành một thuộc địa gọi là Tỉnh Canada (Province of Canada) vào năm 1841. Sang đến năm 1867 thì ba thuộc địa Canada, New Brunswick và Nova Scotia gia nhập với nhau thành một liên bang gọi là Canada. Sau khi liên bang được thành lập, mỗi thuộc địa được gọi là một tỉnh bang (province) và được giữ tên cũng như luật lệ cũ. Riêng Tỉnh Canada thì lại một lần nữa bị chia làm hai: tỉnh bang Québec theo luật Pháp và tỉnh bang Ontario theo luật Anh.

## Văn hoá
Ảnh hưởng của văn hóa Pháp và đạo Công giáo làm cho Québec trở thành một vùng đặc thái nhất của Canada, hay có thể nói là của tất cả Bắc Mỹ. Trong tổng số hơn 7,5 triệu dân Québec, trên năm triệu có gốc Pháp; tiếng Pháp là tiếng mẹ đẻ của 82% dân số. Từ năm 1970 trở đi, dân nhập cư đã góp một phần quan trọng trong bình diện kinh tế và văn hoá của tỉnh bang này. Từ năm 1986 đến 1991, 78% lợi ích trong dân ở Québec là do những người không phải là Pháp, Anh hay dân bản xứ mang lại.
Ngày 23 tháng 11 năm 2006, Chính phủ Canada đã đưa ra bản đề nghị công nhận Québec là một quốc gia trong Canada (a nation within Canada) nhằm ngăn chặn việc ly khai  Lưu trữ ngày 28 tháng 11 năm 2006 tại Wayback Machine.

## Chính phủ và chính trị

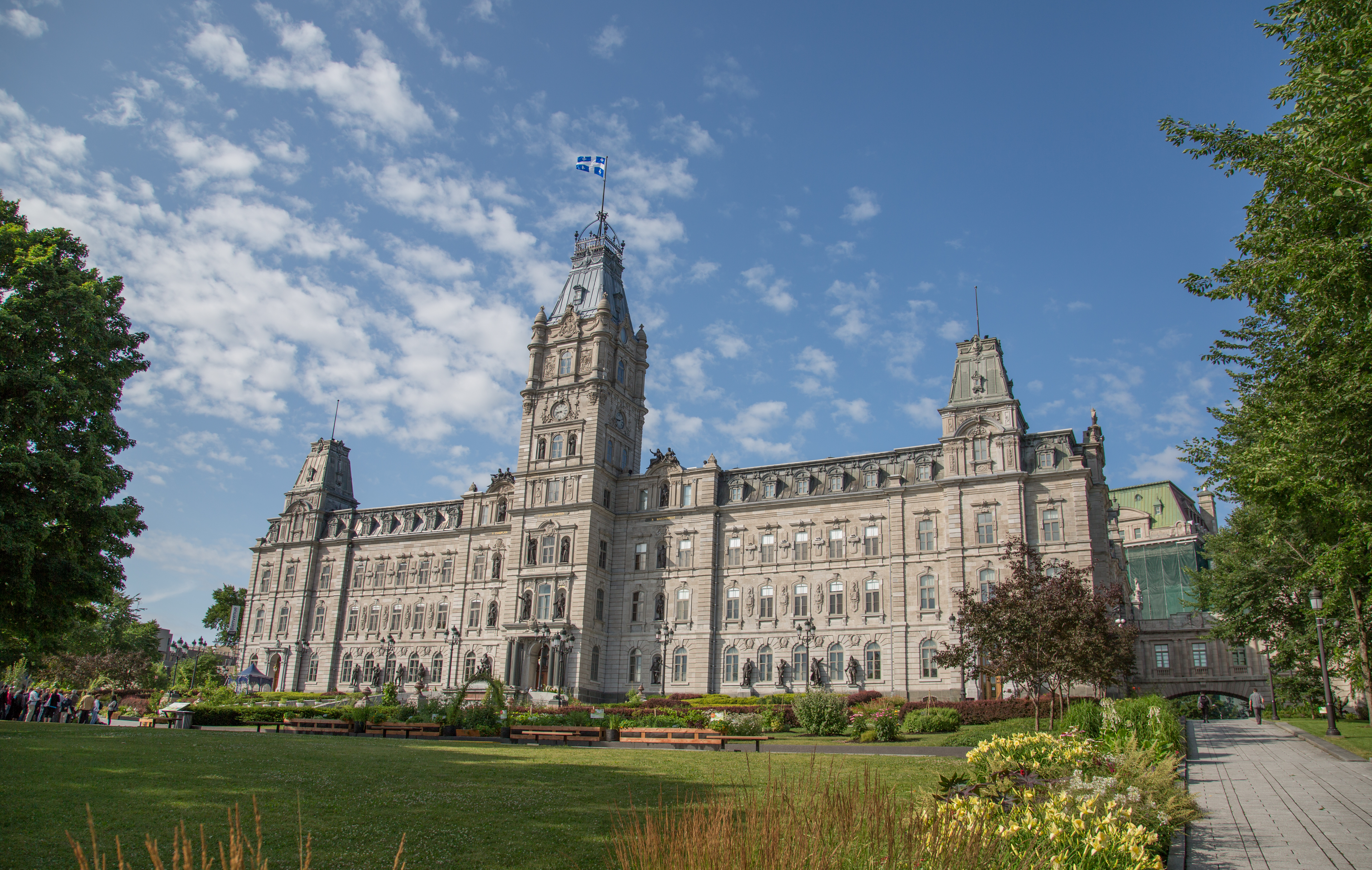
Tòa nhà Nghị viện tại thành phố Quebec

Quebec được quản lý dựa trên hệ thống Westminster, và theo chế độ dân chủ tự do cũng như quân chủ lập hiến với hệ thống nghị viện. Người đứng đầu chính phủ tại Quebec là thủ tướng ('premier ministre' trong tiếng Pháp và 'premier' trong tiếng Anh), và đây là người đứng đầu đảng lớn nhất trong Quốc hội (Assemblée Nationale), và Quốc hội bổ nhiệm Hội đồng Hành chính Quebec. Tỉnh trưởng (lieutenant governor) đại diện cho Quốc vương Canada và giữ vai trò là người đứng đầu nhà nước trong tỉnh.
Quebec có 78 nghị viên trong Hạ viện Canada. Họ được bầu ra trong các cuộc bầu cử liên bang. Tại Thượng viện Canada, Quebec có 24 nghị viên, họ được bổ nhiệm theo khuyến nghị của thủ tướng Canada. Quebec có một mạng lưới gồm ba văn phòng để đại diện cho tỉnh và bảo vệ lợi ích của tỉnh bên trong Canada; nhiệm vụ của các văn phòng này là đảm bảo sự hiện diện theo thể chế của Chính phủ Quebec gần các chính phủ khác tại Canada và cho phép Quebec tương tác hiệu quả với các tỉnh khác.
Chính phủ Quebec có độc quyền tài phán trong một số lĩnh vực hành chính và cảnh sát. Conseil du trésor (Ban Ngân khố) hỗ trợ các bộ trưởng trong Hội đồng hành chính trong việc quản lý nhà nước. Một số đảng tại Quebec là Liên minh Tương lai Quebec (CAQ), Đảng Tự do Québec (PLQ), Đoàn kết Québec (QS) và Đảng Quebec (PQ). Quebec có 22 chính đảng chính thức.

### Hành chính
Lãnh thổ Quebec được chia thành 17 vùng hành chính như sau:
1. Bas-Saint-Laurent
2. Saguenay–Lac-Saint-Jean
3. Capitale-Nationale
4. Mauricie
5. Estrie
6. Montréal
7. Outaouais
8. Abitibi-Témiscamingue
9. Côte-Nord
10. Nord-du-Québec
11. Gaspésie–Îles-de-la-Madeleine
12. Chaudière-Appalaches
13. Laval
14. Lanaudière
15. Laurentides
16. Montérégie
17. Centre-du-Québec

Ngoài ra tỉnh còn bao gồm:

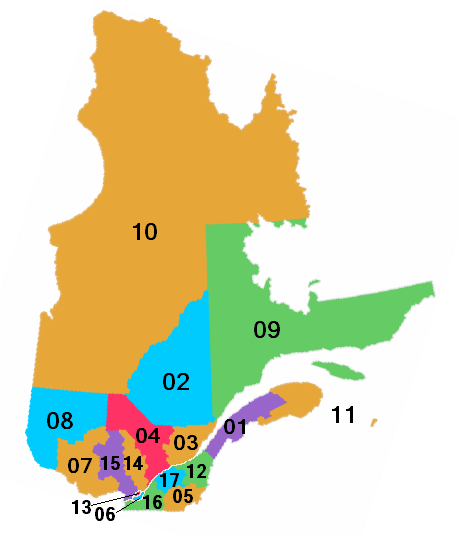
17 vùng hành chính của Quebec.

- 4 lãnh thổ (Abitibi, Ashuanipi, Mistassini và Nunavik) từng là Quận Ungava
- 36 quận tư pháp
- 73 circonscriptions foncières
- 125 khu vực bầu cử[10]

Đối với mục đích quản lý địa phương, Quebec gồm có:
- 1.117 khu tự quản địa phương với nhiều hình thức:
  - 11 tập hợp đô thị (agglomérations) bao gồm 42 khu tự quản
  - 45 khu phố (arrondissements) thuộc 8 trong số các khu tự quản
- 89 khu tự quản cấp vùng hay RCMs (municipalités régionales de comté, MRC)
- 2 cộng đồng vùng đô thị (communautés métropolitaines)
- Cơ quan hành chính cấp vùng Kativik
- Các lãnh thổ chưa được tổ chức[11]